# Erigone remota dentigera
Erigone remota dentigera Simon, 1926 è un ragno, sottospecie dell'Erigone remota, appartenente alla famiglia Linyphiidae.

## Distribuzione
La sottospecie è endemica della Svizzera.

## Tassonomia
È stato osservato solamente l'olotipo di questa sottospecie nel 1926.